# Erick E
Erick Eerdhuizen (Amsterdam, 20 september 1969) is een Nederlands diskjockey.

## Biografie
Eerdhuizen begon zijn carrière als hiphop-dj in discotheek Prinsenhof in Zaandam. In 1989 werd Eerdhuizen Nederlands kampioen mix/scratch. Niet veel later ging hij over op house. In 1995 resulteerde dit tot resident-dj van de RoXY in Amsterdam. Daarna groeide hij uit tot een van de succesvolste dj's van Nederland.
Samen met Olav Basoski vormde hij een duo, waarmee hij halverwege de jaren 90 een grote clubhit scoorde met 'Don't turn your back'. Later startte hij met Basoski het platenlabel Work, waarbij hij zich naast dj ook als producer met muziek ging bezighouden. Nu is hij vooral bekend door Housequake, wat hij samen met Roog doet, en Sneakerz, dat hij samen met Fedde le Grand organiseert.
Eerdhuizen is ook op televisie actief geweest, in 2001 had hij een cameo in de dramaserie Westenwind waar hij de taak van dj op zich nam.

## Discografie

### Singles
| Single met eventuele hitnotering(en) in de Nederlandse Top 40 | Datum van verschijnen | Datum van binnenkomst | Hoogste positie | Aantal weken | Opmerkingen                          |
| ------------------------------------------------------------- | --------------------- | --------------------- | --------------- | ------------ | ------------------------------------ |
| Boogie Down / Midnight Magic                                  | 2006                  | 21-1-2006             | 29              | 4            | met Gina J / Dancesmash op Radio 538 |
| The beat is rockin'                                           | 2006                  | 11-11-2006            | 10              | 15           | Dancesmash op Radio 538              |